# Adolf von Bonin
Pour les articles homonymes, voir Bonin.
 Albert Ferdinand Adolf Karl Friedrich von Bonin, né le 11 novembre 1803 à Heeren dans le comté de La Marck et mort le 16 avril 1872 à Berlin était un général prussien.

## Biographie

### Origine
Adolf von Bonin est issu d'une ancienne famille aristocratique de Poméranie-Orientale dont la maison ancestrale du même nom, au sud de Köslin, est mentionnée pour la première fois dans un document en 1294. Son père est Gustav Ferdinand von Bonin (né le 26 mars 1773 à Elvershagen et mort le 17 janvier 1837 à Berlin), major prussien du 8e régiment de hussards (de) ainsi que chevalier de l'ordre Pour le Mérite et son épouse Anna Elisabeth Adolfine Karoline, née baronne von Plettenberg (de) (née le 24 juin 1776 à Heeren et mort le 19 février 1843 à Berlin) de la maison Heeren.
Son frère Gustav (1797-1878) est un avocat administratif et homme politique prussien.

### Carrière militaire
Bonin est un cadet à Berlin à partir de 1817 et est ensuite transféré au 2e régiment à pied de la Garde en tant que sous-lieutenant le 28 juillet 1821. Du 1er octobre 1824 au 30 juin 1826, il est affecté à l'école générale de guerre pour y suivre une formation complémentaire. En 1828, Bonin accède au rang d'adjudant de régiment et, à partir du 2 décembre 1830, il est adjudant du commandement général du corps de la Garde. Le 24 janvier 1833, il est nommé adjudant du prince Adalbert de Prusse. Après avoir été promu premier lieutenant en 1838, il devient adjudant d'aile roi Frédéric-Guillaume III, puis de Frédéric-Guillaume IV et de Guillaume Ier.
Il traverse la carrière militaire, devenant colonel en 1851, major général en 1854, lieutenant général et adjudant général du roi en 1858, général commandant du 1er corps d'armée en 1863 et général de l'infanterie en 1864.
Dans la guerre austro-prussienne, son 1er corps d'armée fait partie de la 2e armée du prince héritier. Lors de sa marche à travers les monts des Géants, il subit une défaite lors de l'attaque du général Gablenz dans la bataille de Trautenau le 27 juin et est contraint de se retirer. Cette retraite met en danger l'ensemble de l'avance prussienne, car son corps d'armée doit combler l'écart avec la 1re armée du prince Frédéric-Charles de Prusse. Comme il n'est parti pour la bataille de Sadowa qu'à neuf heures et demie du matin, seul le haut de son corps d'armée atteint le champ de bataille juste à temps, vers 15 heures, pour soulager la Garde aux abois. Au fur et à mesure qu'elles s'éloignent, ses troupes se sont également retrouvées sur le chemin de la cavalerie, qui a dû rester derrière le corps d'armée et n'a donc pas atteint le champ de bataille. De l'ensemble du 1er corps d'armée, seule une brigade y a été déployée. Moltke qualifie Bonin d'incompétent au regard de ses performances à Sadowa.
Après la conclusion de la paix, Bonin est envoyé dans le royaume de Saxe en 1867 en tant que commandant en chef des troupes prussiennes. Il est relevé de ce poste le 28 mai 1867. Après un congé de plusieurs mois, Bonin est nommé chef du corps équestre de la police militaire et président de la commission de l'ordre général. Il n'a aucun commandement actif pendant la guerre franco-prussienne. Pendant ce temps, Bonin est d'abord utilisé comme gouverneur général des districts des provinces de Brandebourg et de Saxe, puis nommé gouverneur général de Lorraine à la mi-août 1870. Après la fin de la guerre, Bonin démissionne de son ancien poste d'adjudant général du roi et président de la commission générale des ordres, ainsi que de son poste de chef du corps équestre de la police militaire. En outre, il est chef du 41e régiment d'infanterie (de).

### Famille
Bonin se marie le 23 octobre 1838 à Bariskow avec Marie Sophie von Zieten (né le 29 juin 1820 à Potsdam et mort le 17 octobre 1846 à Berlin), fille du lieutenant général prussien Otto von Zieten (de). Les enfants suivants sont nés du mariage:
- Otto Ferdinand Fürchtegott Bogislaw (né le 12 septembre 1839 à Bariskowe et mort le 15 octobre 1870 à Goussainville), premier lieutenant prussien marié en 1865 avec la baronne Marie Luise Albertine von Paleske (née le 8 février 1845)[6]
- Friederike Wilhelmine Luise Emilie Alexandrine Elisabeth (née le 3 août 1841 à Bariskow) mariée le 20 octobre 1859 avec Theodor von Kriegsheim
- Ottilie Emilie Elisabeth (née le 28 août 1843 à Bariskow) mariée le 18 octobre 1865 avec Urban von Hirschfeld, major prussien

Après la mort de sa femme, il se marie le 26 septembre 1850 avec Elisabeth Klara Natalie Emilie Charlotte von Oppen (née le 25 août 1827 à Siede et morte le 17 novembre 1890 à Berlin), fille du lieutenant général prussien Adolf Friedrich von Oppen. Les enfants suivants sont nés du mariage:
- Oskar Adolf Fürchtegott Bogislaw (né le 18 juillet 1851 à Berlin), premier Lieutenant prussien, chamberlain, chevalier de l'Ordre de Saint-Jean et seigneur d'Herzogwalde
- Adolfine Johanna Alexandra Sophie (née le 8 juin 1853) mariée le 1er août 1877 avec Erich Graf zu Dohna-Schlodien, lieutenant-colonel prussien
- Johann Georg Fürchtegott (né le 23 mai 1855 à Berlin), major prussien
- Alexandra Editha Bertha Karoline Anna Marie (né le 20 août 1857 à Potsdam) mariée le 19 octobre 1881 avec Ulrich von Trotha, Oberhofmarschall
- Thérèse Johanna Luise Meta (né le 9 mai 1862) mariée le 29 octobre 1893 avec Karl von Koenemann
- Viktoria Wilhelmine (né le 29 juin 1866 à Königsberg) mariée le 23 octobre 1893 Rudolf von Oppen (né le 14 novembre 1860), fils du général Karl von Oppen (1824-1895)

### Corps étudiant
Bonin est membre du Corps Pomerania Greifswald et du Corps Pomerania Halle (II).

## Décorations
- Grand croix de l'Ordre de l'Aigle rouge,
- Ordre de Hohenzollern,
- Ordre de la Couronne (Prusse) de première classe,
- Ordre de Sainte-Anne,
- Grand croix de l'Ordre de Léopold,
- Grand croix de l'Ordre d'Albert,